# Kościół Chrystusowy w Międzylesiu
Kościół Chrystusowy w Międzylesiu – wspólnota Kościoła Chrystusowego w RP z siedzibą w Międzylesiu. Stanowi placówkę misyjną Kościoła „Zbawienie w Jezusie” w Białej Podlaskiej, obsługiwana jest przez pastora tamtejszego zboru.

## Historia
Wierni Zjednoczonego Kościoła Ewangelicznego w PRL spotykali się w Kijowcu w mieszkaniu Józefa Wróbla. 4 kwietnia 1963 wystosował on podanie do Prezydium ZKE w celu powołania w Kijowcu placówki tego kościoła, którego najbliższy zbór położony był w Lublinie. 29 lipca 1963 ZKE zwrócił się do Wydziału ds. Wyznań Wojewódzkiej Rady Narodowej w Lublinie o pozwolenie na założenie placówki, organizację tam nabożeństw i zatwierdzenie Józefa Wróbla jako jej kierownika.
22 sierpnia 1965 miało miejsce zebranie członków kijowieckiej placówki, mające na celu utworzenie samodzielnego zboru z siedzibą w Matiaszówce, którego placówką miał się stać Kijowiec. Dla nowej jednostki przyjęto nazwę Zjednoczony Kościół Ewangeliczny Zbór w Matiaszówce. 11 października 1965 Prezydium Rady ZKE zwróciło się o zezwolenie na utworzenie zboru do Wydziału ds. Wyznań Wojewódzkiej Rady Narodowej w Lublinie, który 22 grudnia 1965 wystosował odpowiedź pozytywną. Zbór spotykał się w domu Stanisława Sobieskiego, a jego przełożonym i kaznodzieją został Józef Wróbel.
26 października 1975 zbór w Matiaszówce powołał dwie kolejne placówki: w Krzywowólce (w miejscowości tej zamieszkiwało wówczas 4 członków zboru, a w organizowanych tam nabożeństwach brało udział około 20 osób) oraz w Wólce Zabłockiej (mieszkało tam 4 sympatyków zboru, a nabożeństwa gromadziły około 14 wiernych). Chęć rejestracji nowych placówek Prezydium Zjednoczonego Kościoła Ewangelicznego zgłosiło 1 grudnia 1975 do Wydziału ds. Wyznań Urzędu Wojewódzkiego w Lublinie, zgodę otrzymano 24 stycznia 1976.
Zgromadzenie członków zboru 12 czerwca 1977 podjęło uchwałę o powstaniu placówki w Białej Podlaskiej z siedzibą przy ul. Twardej 33. 1 lipca 1977 Prezydium ZKE poinformowało o tym Urząd Wojewódzki, który odpowiedział pozytywnie 29 lipca 1977.
Z uwagi na przejście Józefa Wróbla na emeryturę, 15 października 1978 zbór postanowił o powołaniu na stanowisko kaznodziei Piotra Bronowickiego juniora, a ewangelisty i pełniącego obowiązki przełożonego zboru – Stanisława Wagnera. Ostatecznie 22 kwietnia 1979 na przełożonego zboru został wybrany Piotr Bronowicki junior, wprowadzony w urząd 5 sierpnia 1979 w Białej Podlaskiej.
5 lipca 1981 placówka w Białej Podlaskiej została przekształcona w samodzielny zbór.
W grudniu 1987 rozpoczęto starania w celu budowy domu modlitwy dla zboru w Matiaszówce, zlokalizowanego w Międzylesiu. Parcela pod budowę obiektu została wydzielona z działki należącej do Mikołaja Kozaka. Dzięki środkom finansowym pochodzącym od współwyznawców ze Stanów Zjednoczonych, Kościoła Norwegii oraz wkładowi członków zboru, prace zostały ukończone w ciągu dwóch lat od rozpoczęcia.
Po rozwiązaniu Zjednoczonego Kościoła Ewangelicznego w PRL w 1988, zbór w Matiaszówce wszedł w skład Kościoła Zborów Chrystusowych.
16 czerwca 1991 dokonano otwarcia nowo wybudowanego domu modlitwy w Międzylesiu. Uroczystość poprowadził przełożony zboru Piotr Bronowicki, udział w niej wziął również m.in. zwierzchnik Kościoła Zborów Chrystusowych w RP Henryk Sacewicz oraz inni goście z kraju i ze Stanów Zjednoczonych. Wystąpił zespół młodzieżowy ze zboru Kościoła Zielonoświątkowego w Terespolu.
8 sierpnia tego roku z Matiaszówki do Międzylesia została przeniesiona siedziba zboru.
5 czerwca 1999 miało miejsce zebranie członków zborów w Międzylesiu i Białej Podlaskiej, na którym Piotr Bronowicki został mianowany pastorem zboru w Białej Podlaskiej. Pastorem zboru w Międzylesiu został tymczasowo Piotr Bronowicki senior, który miał pełnić to stanowisko do czasu powołania odpowiedniej osoby.
Na mocy postanowienia Kolegium Pastorów Kościoła Zborów Chrystusowych z dnia 17 września 2003, zbór w Międzylesiu stał się placówką misyjną podległą zborowi w Białej Podlaskiej. 16 listopada 2003 miała miejsce ordynacja na pastora Roberta Sosidko, który został kierownikiem stacji misyjnej w Międzylesiu.